# Pizza marinara
Pour les articles homonymes, voir Marinara.
La pizza marinara est une spécialité italienne, un des deux types traditionnels de pizza napolitaine. Elle est assaisonnée uniquement de tomates, d'huile d'olive, d'origan et d'ail.

## Histoire
La pizza marinara est introduite en Italie vers 1735 (en 1734 selon le règlement 97/2010 de la Commission européenne). Elle est alors préparée avec de l'huile d'olive, des tomates, du basilic, de l'origan et de l'ail. La marinara est connue pour être un plat de marins pauvres, d'où son nom,.
Avec la pizza Margherita, la pizza marinara est une des deux variantes de pizzas authentiques reconnues à Naples par un cahier des charges « Vera Pizza Napoletana »,.

## Composition
La pizza marinara est une pizza à la tomate assaisonnée uniquement d'huile d'olive extra vierge, d'origan et d'ail.